# Legió I Iulia Alpina
La Legió I Iulia Alpina va ser una legió romana que només es coneix perquè el seu nom surt a la Notitia Dignitatum, un text d'inicis del segle v.
Segurament devia ser la guarnició d'una província del convent jurídic d'Itàlia, potser als Alps Cottis, és a dir, la regió que anava des de Briançon fins a Susa.
No se sap del cert qui va formar aquesta legió. La podria haver fundat, pel que es pot deduir del cognomen, Flavi Juli Crisp, fill de Constantí I el Gran, o potser Flavi Juli Constant, emperador entre l'any 337 i el 350.